# Puccini et moi
Pour plus de détails, voir Fiche technique et Distribution.
Puccini et moi (Puccini for Beginners) est un film américain réalisé par Maria Maggenti et sorti en 2006. 
Cette comédie sentimentale a été présentée au Festival du film de Sundance 2006 et est sortie en salles en 2007.

## Synopsis
Le film commence peu après la rupture entre Samantha et Allegra, une auteure lesbienne. À l'occasion d'une soirée, Allegra rencontre Philip et tous deux ressentent une complicité mutuelle. Le jour suivant, Allegra rencontre Grace, dont elle ignore qu'il s'agit d'une ex de Philip. Allegra et Philip continuent à se voir régulièrement, et Philip quitte Grace pour de bon. Allegra croise Grace devant un cinéma et celle-ci pleure à cause de sa rupture. Allegra accepte un rendez-vous galant avec Philip, mais refuse d'aller plus loin, car elle est persuadée que les choses ne fonctionneraient pas avec un homme. 
Allegra continue à voir alternativement Philip et Grace et a des sentiments pour les deux. Après plusieurs soirées avec Allegra, Grace lui montre une photo de son ex et Allegra se rend compte qu'il n'est autre que Philip. Philip et Grace dînent ensemble et chacun révèle à l'autre qu'il voit une autre personne par ailleurs. Pendant ce temps, Allegra se rend à la soirée de fiançailles de Samantha. Philip et Grace s'y rendent également, et découvrent tous les deux qu'ils ont une relation avec la même femme. À la fin du film, Allegra se remet en couple avec Samantha et ne revoit plus ni Philip ni Grace.

## Fiche technique
- Titre : Puccini et moi
- Titre original : Puccini for Beginners
- Réalisation : Maria Maggenti
- Scénario : Maria Maggenti
- Musique originale : Terry Dame
- Image : Mauricio Rubinstein
- Montage : Susan Graef
- Création des décors : Aleta Shaffer
- Création des costumes : Antonia Xereas
- Production : Jake Abraham, Gary Winick, Eden Wurmfeld
- Sociétés de production : Eden Wurmfeld Films, InDigEnt (Independent Digital Entertainment)
- Distribution : Strand Releasing (États-Unis, sortie en salles),  Pretty Pictures (France, sortie en salles)
- Pays de production :  États-Unis
- Langue : anglais
- Format : 1,85:1, couleur
- Son : Dolby Digital
- Genre : Comédie romantique
- Durée : 82 minutes
- Dates de sortie : 
  - États-Unis : 2 février 2007
  - France : 2 février 2006

## Distribution
- Julianne Nicholson : Samantha
- Elizabeth Reaser : Allegra
- Gretchen Mol : Grace
- Justin Kirk : Philip
- Jennifer Dundas : Molly
- Tina Benko : Nell
- Kate Simses : Vivian